# Rosario Marin
Rosario Marin (Ciudad de México, 4 de agosto de 1958) es una política mexicano-estadounidense que fue la 41.º Tesorera de los Estados Unidos, desde el 16 de agosto de 2001 hasta el 30 de junio de 2003, bajo el primer término de la presidencia de George W. Bush. Ella es la primera persona en asumir este cargo sin haber nacido en los Estados Unidos.
En 2011, publicó su autobiografía "Una líder entre dos mundos", donde relata la historia de su vida.

## Biografía
Rosario Spíndola nació en la Ciudad de México, México. A los 14 años, se mudó con su familia a los Estados Unidos en 1972, con visas proporcionadas por el empleador de su padre, quien en ese momento trabajaba en una fábrica de etiquetas.  Se establecieron en Huntington Park, California, donde su padre consiguió trabajo como conserje y su madre como costurera. 
La familia de Rosario quería que ella consiguiera un trabajo para apoyar económicamente y cuidar a sus hermanos. Rosario se comprometió a trabajar durante el día y asistir a la universidad pública East Los Angeles College por la noche. Tras graduarse en 1980, continuó tomando clases nocturnas en el campus de Los Ángeles de la Universidad Estatal de California (CSULA). Se graduó de CSULA en 1983 con una licenciatura en administración de empresas. 
A inicios de la década de los 80, Rosario se casó con Álvaro "Alex" Marin, un inmigrante de Nicaragua, de quien tomó el apellido. Con él tuvo 2 hijos y una hija. Su hijo Eric, nacido en 1985, fue diagnosticado con síndrome de Down, por lo que Marín se volvió una fuerte defensora de las personas con discapacidades. 2 años después, fundó la asociación 'Fuerza' para apoyar a las familias latinas con niños que padecen discapacidades.

## Servicio público

### Carrera política
Tras naturalizarse en 1984, se unió al Partido Republicano (GOP), al identificarse con la ideología del presidente Ronald Reagan: “Responsabilidad personal. Gobierno pequeño. Defensa nacional fuerte”. 
En 1994, mientras trabajaba en la administración de Peter Wilson, Marin se postuló para un puesto en el concejo municipal de Huntington Park y ganó. Trabajó durante 7 años en el consejo, y fue alcaldesa de 1999 a 2000, siendo la primera hispana en ocupar ese cargo.  Durante su periodo, Marin fue conocida como una política defensora de la ley y el orden, y se le atribuyeron varias iniciativas de seguridad pública. Asimismo, creó un grupo de trabajo para combatir la contaminación del aire y lanzó una ofensiva contra un mercado negro de documentación ilegal. A pesar de su registro político, Marin fue reelegida para el consejo en 1999.   
En 1997, fue nombrada subdirectora de la Oficina de Relaciones Comunitarias del gobernador Wilson en Los Ángeles. Como cara pública de la administración ante la comunidad hispánica, Marin lidió con la Proposición 187 y otros temas anti-inmigración ilegal que fueron objeto de debates entre la comunidad. La propuesta 187 fue particularmente impopular en Huntington Park, ciudad a la que Marin se refirió como "la ciudad más mexicana fuera de México".  Aunque ella se oponía personalmente a la controvertida medida, la Administración le pidió que defendiera su posición a favor de la medida.   
Marín fue presidente del Departamento de Alcaldes y Concejos de la Liga de Ciudades de California, vicepresidente del Caucus Latino y presidente de la Corporación de Desarrollo Comunitario del Sureste. Fue miembro de varias juntas, como la Comisión de Cine de California, las Olimpiadas Especiales y la Asociación Nacional de Funcionarios Electos Latinos y, en 1998, completó el programa de la Escuela de Gobierno John F. Kennedy para altos ejecutivos en el gobierno estatal y local. En sus últimos dos años en el cargo, Marin trabajó para AT&T  como gerente de relaciones públicas para el mercado hispano en la región del Sur de California .   
Dentro del Partido Republicano y a nivel estatal, Marin fue delegada de California en la Convención Nacional Republicana de 1996 y vicepresidenta de la Asamblea Nacional Hispana Republicana de California. 
En la escena nacional, Marin fue una ferviente partidaria de la campaña presidencial de George W. Bush en el año 2000. Mientras era alcaldesa, conoció al gobernador de Texas y se ofreció como voluntaria en su campaña en California, trabajando en la difusión hispana y actuando como su representante hispanohablante.  Poco después de su elección, Marin ocupó un lugar destacado en el círculo del presidente electo,  y en abril del 2001, el presidente Bush reconoció su trabajo al nominarla como Tesorera. Se ratificó esta mención por el Senado estadounidense el 3 de agosto de ese año, por lo que renunció a su cargo de alcaldesa 3 días después.

## Tesorera de los Estados Unidos
Marín entró en funciones el 16 de agosto de 2001. Fue la primera latina en un cargo de alto rango en servir durante la primera administración del presidente Bush, y representó a dicho gobierno ante las comunidades latinas e hispanas.
Además de los deberes regulares de la Tesorería, como supervisar la Casa de la Moneda de Estados Unidos y la Oficina de Grabado e Impresión, el mandato de Marin organizó los primeros esfuerzos de extensión de educación financiera, además de desempeñarse como miembro de los esfuerzos de la nueva Alianza para la Prosperidad entre Estados Unidos y México.
Al igual que los Tesoreros de Estados Unidos previos, Marin realizó numerosas apariciones públicas en nombre del Departamento. El 15 de junio de 2002, fue la oradora principal en la ceremonia de graduación de su alma mater, CSULA, donde recibió un doctorado honorario en Derecho y recibió elogios por sus logros.  Ese mismo año recibió el premio “Latina Innovadora del Año” de la revista Catalina. 
El 22 de mayo de 2003, el Departamento del Tesoro emitió un comunicado en el que se informó que Marin renunciaría a su cargo a partir del 30 de junio y planeaba regresar a California.  